# Miguel Ángel López (pallavolista)
Miguel Ángel López Castro (Cienfuegos, 25 marzo 1997) è un pallavolista cubano, schiacciatore degli Osaka Bluteon.

## Carriera

### Club
La carriera di Miguel Ángel López inizia nei tornei provinciali cubani, giocando col Cienfuegos. Nella stagione 2017-18 riceve il permesso per giocare all'estero e firma con il Gigantes del Sur, nella Liga Argentina de Voleibol, venendo premiato come miglior schiacciatore del torneo. Dopo due annate con il club di Neuquén, nel campionato 2019-20 viene ingaggiato dall'UPCN, altra formazione della massima divisione argentina.
Nella stagione 2020-21 si trasferisce in Brasile, accasandosi nel Sada, in Superliga Série A: si aggiudica due scudetti (impreziositi da due premi come miglior giocatore del campionato, uno come MVP della finale e due come miglior schiacciatore), due edizioni della Coppa del Brasile ed altrettante della Supercoppa brasiliana, oltre a tre titoli del Campionato Mineiro; in ambito internazionale conquista un campionato mondiale per club, nel quale viene insignito dei premi come MVP e miglior schiacciatore, e tre edizioni del campionato sudamericano per club, venendo premiato in tutte e tre le occasioni come miglior giocatore e vincendo un premio come miglior schiacciatore.
Dopo un quadriennio con il club di Belo Horizonte, nel campionato 2024-25 si trasferisce ai giapponesi degli Osaka Bluteon, in SV.League.

### Nazionale
Nel 2016 esordisce nella nazionale cubana in occasione dei Giochi della XXXI Olimpiade di Rio de Janeiro, giocando parallelamente anche nelle selezioni giovanili cubane, vincendo la medaglia d'argento alla Coppa panamericana Under-23, dove viene premiato come miglior servizio e miglior schiacciatore, e al campionato nordamericano Under-21. 
Nel 2017 vince due medaglie d'argento alla Coppa panamericana under 21 e al campionato mondiale Under-21 e due di bronzo alla Coppa panamericana e al Campionato mondiale Under-23, impreziosite da diversi riconoscimenti individuali come miglior schiacciatore. Un anno dopo conquista la medaglia di bronzo alla Coppa panamericana e quella d'oro alla Coppa panamericana Under-23, venendo premiato come miglior schiacciatore in entrambe le manifestazioni. 
Successivamente conquista la sua prima medaglia d'oro alla Coppa panamericana 2019, dove viene insignito del premio di MVP, e quella d'argento alla Volleyball Challenger Cup e ai XVIII Giochi panamericani, a cui fanno seguito un altro altri due ori alla NORCECA Champions Cup e al campionato nordamericano, quest'ultimo impreziosito da un altro riconoscimento come miglior giocatore del torneo. Nel 2022 vince altri quattro ori, rispettivamente alla NORCECA Final Four, alla NORCECA Final Six, alla Volleyball Challenger Cup e alla Coppa panamericana, dove viene premiato come miglior servizio, mentre un anno dopo vince l'ennesimo oro ai XXIV Giochi centramericani e caraibici e il bronzo al campionato nordamericano, dove viene premiato come miglior servizio; ai XIX Giochi panamericani riceve invece i riconoscimenti come miglior realizzatore e miglior schiacciatore.

## Palmarès

### Club
- Campionato brasiliano: 2

2021-22, 2022-23
- Coppa del Brasile: 2

2021, 2023
- Supercoppa brasiliana: 2

2021, 2022
- Campionato Mineiro: 3

2020, 2021, 2022
- Campionato mondiale per club: 1

2021
- Campionato sudamericano per club: 3

2022, 2023, 2024

### Nazionale (competizioni minori)
- Coppa panamericana under 23 2016
- Campionato nordamericano under 21 2016
- Coppa panamericana under 21 2017
- Campionato mondiale Under-21 2017
- Coppa panamericana 2017
- Campionato mondiale under 23 2017
- Coppa panamericana 2018
- Coppa panamericana Under-23 2018
- Coppa panamericana 2019
- Volleyball Challenger Cup 2019
- Giochi panamericani 2019
- NORCECA Champions Cup 2019
- NORCECA Final Four 2022
- NORCECA Final Six 2022
- Volleyball Challenger Cup 2022
- Coppa panamericana 2022
- Giochi centramericani e caraibici 2023

### Premi individuali
- 2016 - Coppa panamericana Under-23: Miglior servizio
- 2016 - Coppa panamericana Under-23: Miglior schiacciatore
- 2017 - Coppa panamericana Under-21: Miglior schiacciatore
- 2017 - Coppa panamericana: Miglior schiacciatore
- 2017 - Qualificazioni al campionato mondiale 2018: Miglior schiacciatore
- 2018 - Liga Argentina de Voleibol: Miglior schiacciatore
- 2018 - Giochi centramericani e caraibici: Miglior schiacciatore
- 2018 - Coppa panamericana: Miglior schiacciatore
- 2018 - Coppa panamericana Under-23: Miglior schiacciatore
- 2019 - Qualificazioni nordamericane alla Volleyball Challenger Cup: Miglior schiacciatore
- 2019 - Coppa panamericana: MVP
- 2019 - Campionato nordamericano: MVP
- 2020 - Qualificazioni nordamericane ai Giochi della XXXII Olimpiade: Miglior servizio
- 2020 - Campionato sudamericano per club: Miglior schiacciatore
- 2021 - Campionato nordamericano: Miglior schiacciatore
- 2021 - Campionato mondiale per club: MVP
- 2021 - Campionato mondiale per club: Miglior schiacciatore
- 2022 - Campionato sudamericano per club: MVP
- 2022 - Superliga Série A: MVP
- 2022 - Superliga Série A: Miglior schiacciatore
- 2022 - Coppa panamericana: Miglior servizio
- 2023 - Campionato sudamericano per club: MVP
- 2023 - Superliga Série A: MVP
- 2023 - Superliga Série A: MVP della finale
- 2023 - Superliga Série A: Miglior schiacciatore
- 2023 - Campionato nordamericano: Miglior servizio
- 2023 - XIX Giochi panamericani: Miglior realizzatore
- 2023 - XIX Giochi panamericani: Miglior schiacciatore
- 2024 - Campionato sudamericano per club: MVP
- 2024 - Campionato sudamericano per club: Miglior schiacciatore